# Rita Nyampinga
Beauty Rita Nyampinga est une militante zimbabwéenne pour les droits de l'homme et ceux des femmes. Elle lutte, dans son pays, pour l'égalité des sexes au travail. En 2007, alors qu'elle proteste contre la non-disponibilité des médicaments antirétroviraux, elle est arrêtée. Elle prend conscience des conditions de vie terribles des prisonniers. Elle crée le Female Prisoners Support Trust pour soutenir les femmes et les enfants en détention et les sensibiliser aux conditions épouvantables auxquelles ils sont confrontés.
En 2010, elle devient l'ambassadrice de la justice sociale et économique pour la coalition sur la dette et le développement du Zimbabwe. 
En 2014, elle se voit décerner le prix de la militante des droits de l'homme, de l'année 2014, décerné par Alpha Media House.
Elle reçoit, le 4 mars 2020, le prix international de la femme de courage, remis par Melania Trump, première dame des États-Unis et Mike Pompeo, secrétaire d'État des États-Unis.

## Source de la traduction
- (en) Cet article est partiellement ou en totalité issu de l’article de Wikipédia en anglais intitulé « Rita Nyampinga » (voir la liste des auteurs).